# 胎儿编程
胎儿编程（fetal programming）是遗传信息和环境因素相互作用，使机体内部组成有机的、互相联系的复杂系统的过程，即使之程序化（programming），从而形成全部的生命机能和表征。
近年来，大量流行病学研究及动物实验证明，胎儿在宫内发育时受到遗传因素和宫内环境的影响，如孕妇营养、糖皮质激素暴露等均能影响胎儿发育”编程”，不仅会影响胎儿期的生长发育，还可能产生持续的结构功能改变，导致将来一系列成年疾病的发生
。

## 假说的提出
20世纪80年代英国南安普顿大学流行病学家Barker教授的“编程假说(programming hypothesis)”，即在胎儿的生长发育过程中，负面的宫内环境因素（包括孕期营养不良等）会编程胎儿组织的发育，引起结构和功能的永久变化，从而导致成年后的功能失常和疾病发生。近年来该学说发展迅速，越来越多的流行病学研究也证实了此观点。现代儿童发育的理论指出，儿童发育的机制包括遗传信息的系统表达和环境信息的综合编程，这是对基因中心法则的重大发展。目前全球慢性非传染性疾病的患病率不断增加，慢性病不仅加重疾病负担，而且严重影响人口素质，WHO相关文件中已经正式将宫内营养不良列为心血管等非传染性慢性疾病的危险因素，这个假说的出现为成人慢性疾病的病因学研究又提供了一个新的方向。

## 胎儿编程与成年期疾病
有关成年疾病与胎儿编程相关关系机制的解释有多种，其中被普遍认同的有胎儿营养改变、类固醇激素水平增加以及DNA表达的表观遗传学效应等
  。

### 胎儿营养
影响胎儿结局的因素不仅包括母体的饮食，还包括子宫胎盘血流变学、胎盘功能和胎儿的新陈代谢，但大部分研究专注于母亲营养对儿童生长发育和疾病的影响。母亲营养不良对后代的影响可能取决于妊娠的某个特定时期，而这个时期正是胎儿发育过程的关键窗口期。对于一个营养正常的孕妇来讲，改变其营养计划可能对胎儿有害。

### 类固醇激素
胎儿产前暴露于类固醇激素水平较高的环境(不论这种激素来源于胎儿还是母体)也决定着个体成年后的不良结局。

### DNA表达的表观遗传学效应
个体在发育和生长过程中获得的环境影响遗传给了后代。但环境表观遗传修饰通过有丝分裂和减数分裂在细胞或个体世代间遗传的机理目前还不十分清楚。
为揭示胎儿编程与疾病起源的关系，应加强多学科、多中心研究，从基础生物学如分子遗传学到临床流行病学、卫生经济分析学、社会学、临床医学营养学等多方面来研究，从胚胎到出生后各方面影响成人健康与疾病的因素进行研究。

## 胎儿编程的不良效应是否可逆
胎儿发育迟缓大多在孕晚期或出生后被诊断，对发育不良的胎儿的宫内干预措施很难实施，也很难确定改善宫内环境后是否能够逆转生理和病理变化。有动物试验的证据表明，发育“编程”的效应在出生后能够被逆转。但是这方面的研究很缺乏，有待进一步研究。

## 目前争议
目前对于该学说仍然存在不同的意见，有些学者的研究得出了不同的结论，认为妊娠期孕妇营养缺乏与成年期患代谢综合征之间没有关系。Stanner等随访了保卫战期间出生的儿童，得出了宫内营养不良对成年期的血压、葡萄糖耐受量、血脂水平无影响的结论。这些相互矛盾的观点有待进一步的研究。